# Janusz Lewandowski

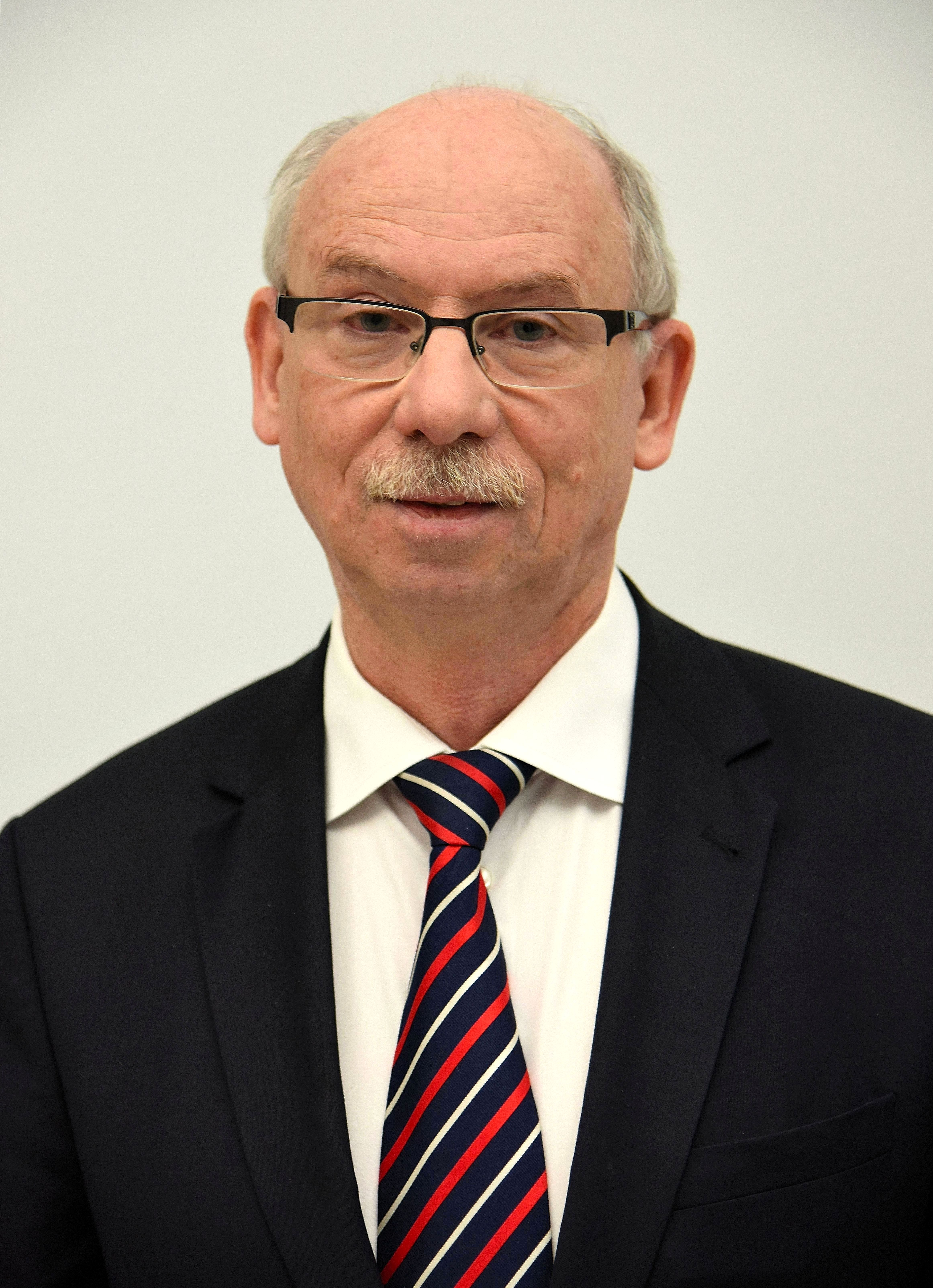
Janusz Lewandowski

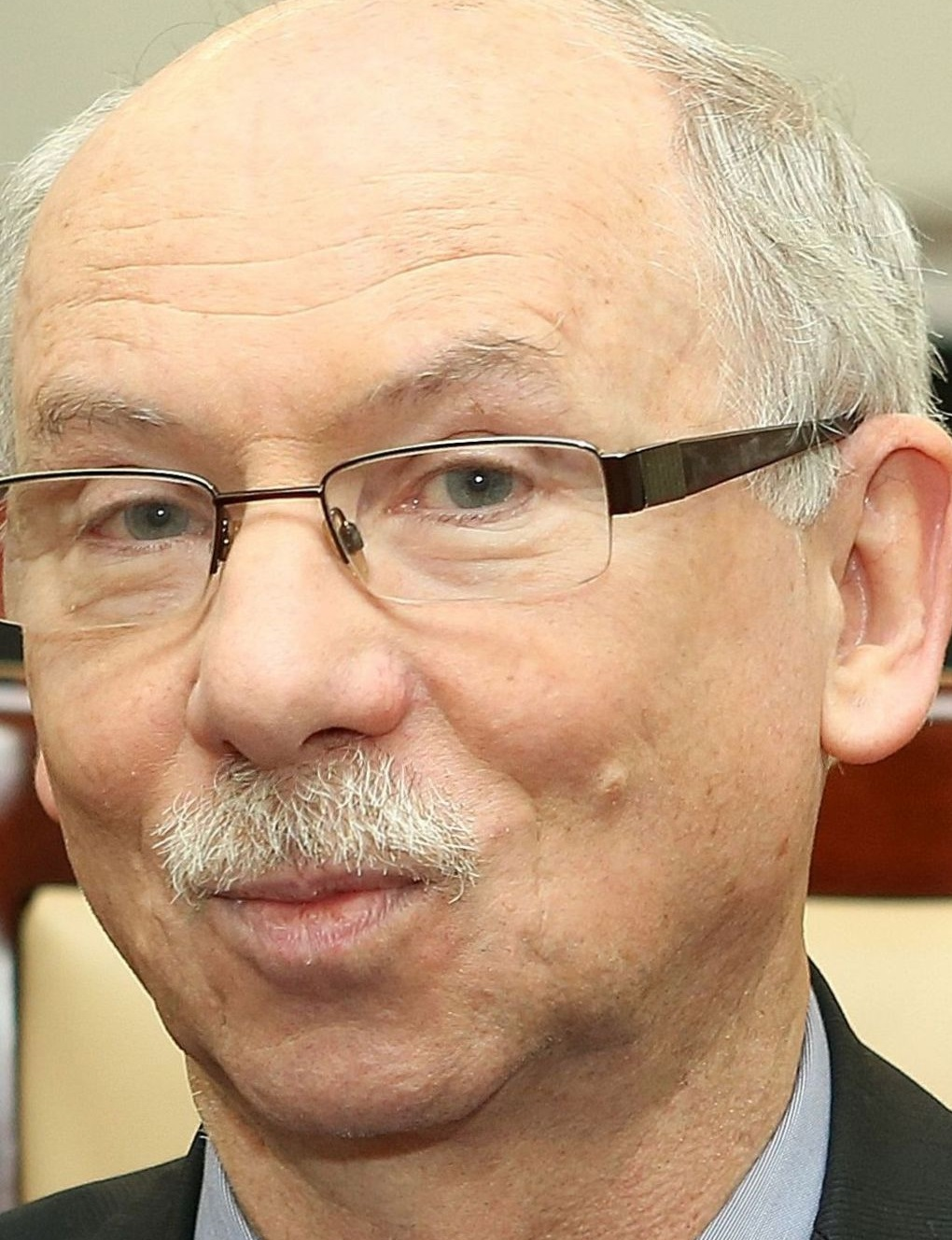
Janusz Lewandowski 2014.

Janusz Antoni Lewandowski, född 13 juni 1951 i Lublin, är en polsk politiker som företräder det liberala partiet Medborgarplattformen.
Lewandowski har en doktorsexamen i nationalekonomi från Universität Danzig och var under 1980-talet ekonomisk rådgivare åt Solidaritet. Efter kommunismens fall var han minister för privatiseringar 1991 och 1992-1993 samt ledamot av Sejmen 1991–1993 och 1997–2004. Han var ledamot av Europaparlamentet 2004–2010, där han var budgetutskottets ordförande 2004–2007 och vice ordförande 2007–2009. Han blev återvald i Europaparlamentsvalet 2019, och numera är han vice ordförande i budgetutskottet. Han är dessutom ledamot i delegationen för förbindelserna med länderna i Sydostasien och Sydostasiatiska nationers förbund (Asean) och suppleant i utskottet för ekonomi och valutafrågor, utskottet för industrifrågor, forskning och energi, delegationen för förbindelserna med länderna i Andinska gemenskapen och delegationen till den parlamentariska församlingen EU-Latinamerika.
Den 10 februari 2010 utnämndes Lewandowski till EU-kommissionär med ansvar för ekonomisk planering och budget i Kommissionen Barroso II. Han ställde upp i Europaparlamentsvalet 2014 och tog ånyo plats i parlamentet den 1 juli 2014, varför han avgick som kommissionär.